# Provinzial Rheinland Lebensversicherung
Die Provinzial Rheinland Lebensversicherung Aktiengesellschaft ist ein ehemaliger Lebensversicherer mit Sitz am Finanzplatz Düsseldorf. Zum Geschäftsgebiet zählten die Regierungsbezirke Düsseldorf, Köln, Koblenz und Trier. Im Oktober 2024 wurde das Unternehmen rückwirkend zum 1. Januar 2024 auf die Provinzial NordWest Lebensversicherung AG, Kiel, verschmolzen, die seitdem als Provinzial Lebensversicherung Aktiengesellschaft das Lebensversicherungsgeschäft für den Provinzial-Konzern betreibt.
Die Provinzial Rheinland Lebensversicherung AG war eine 100-prozentige Tochter der Provinzial Holding AG, Münster. Die Beitragseinnahmen betrugen 2019 rund 1,1 Milliarden Euro.

## Geschichte
Die Provinzial Rheinland Lebensversicherung Aktiengesellschaft wurde als Provinzial Lebensversicherungsanstalt zum 1. Januar 1915 in Düsseldorf gegründet. Bis zur Errichtung der Provinzial Lebensversicherungsanstalt der Rheinprovinz übernahm der Verband öffentlicherer Lebensversicherungsanstalten in Deutschland ab dem 1. Juli 1913 den Betrieb der Lebensversicherung. Im Jahr 2001 wurde die Provinzial Rheinland Lebensversicherung AG zusammen mit der Provinzial Rheinland Versicherung AG Tochtergesellschaft der neu gegründeten Provinzial Rheinland Holding AöR, Düsseldorf. Seit der Fusion der Provinzial Rheinland mit der Provinzial NordWest im Jahr 2020 war die Provinzial Holding AG, Münster, bis zur Verschmelzung der beiden Konzern-Lebensversicherer die neue Muttergesellschaft.